# Amante di guerra
Amante di guerra (The War Lover) è un film del 1962 diretto da Philip Leacock e basato sul romanzo omonimo scritto da John Hersey nel 1959.

## Trama
Seconda guerra mondiale: un gruppo di piloti americani viene trasferito in Inghilterra come base per le incursioni aeree sulla Germania. Nella squadriglia emergono le differenze caratteriali dei componenti: quello amante del volo e della guerra tanto spericolato quanto allergico alla disciplina militare, quello ligio ai regolamenti che espleta il suo dovere solo in quanto gli viene richiesto dal suo paese, quello che svolge le sue mansioni con tranquillità pensando alla famiglia a casa, il ragazzo giovane e inesperto che non riesce a trattenere la paura, ecc. Con il passare del tempo la convivenza forzata porterà inevitabilmente a contrasti che spostano la battaglia dal fronte militare a quello personale.